# پوتوک ویلکی (استان لوبلین)
پوتوک ویلکی (استان لوبلین) (به لهستانی:  Potok Wielki) یک روستا در لهستان است که در گمینا پوتوک ویلکی واقع شده‌است. پوتوک ویلکی ۵۰۲ نفر جمعیت دارد.